# Dropkick

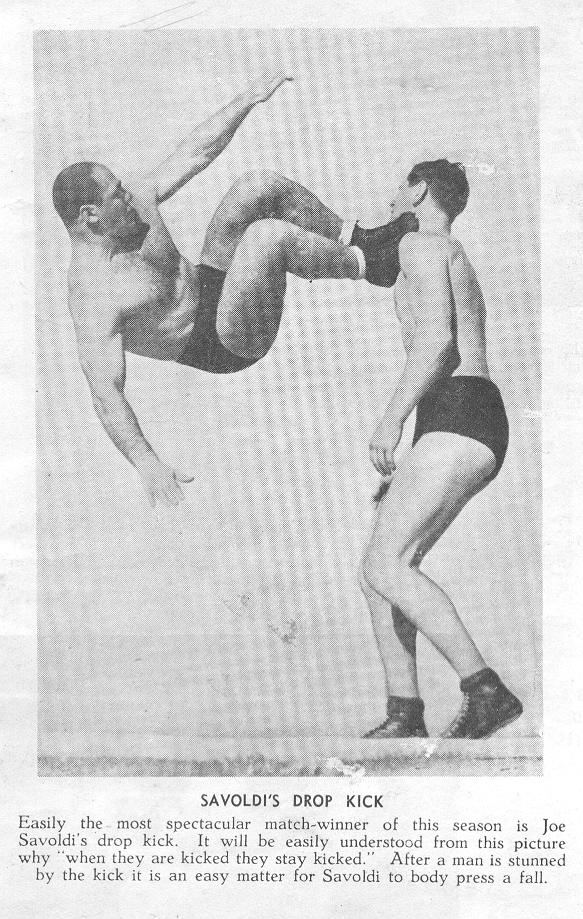
Joe Savoldi mentre effettua una dropkick

Per dropkick (anche riportato con le grafie drop kick e drop-kick) si intende un doppio calcio con rimbalzo del wrestling.

## Descrizione
Un dropkick è un attacco eseguito quando il wrestler salta e calcia il nemico con entrambi i piedi, roteando a 90° lateralmente così che una gamba sia più in alto dell'altra durante il colpo. Poi cade a terra attutendo il colpo con l'addome o con la schiena. Una variazione della mossa, chiamata Missile Dropkick, prevede che l'esecutore colpisca l'avversario saltando dal paletto. Un'altra variante del dropkick è il Coast to Coast Dropkick, che consiste nel far sedere l'avversario appoggiato al paletto, e poi salire sull'angolo alla sinistra del primo, e colpire con un missile dropkick l'avversario.

## Storia
Il dropkick risale ai primi anni del Novecento. Uno dei primi a renderlo noto al pubblico, se non a inventarlo, fu l'italoamericano Joe Savoldi negli anni trenta. Tra i primi ad impiegarlo nel wrestling professionistico si segnalano anche Abe Coleman (sebbene lo chiamasse "Kangaroo kick", un nome ispirato a una sua esperienza trascorsa in Australia) e Fred Curry. Tuttavia, la mossa divenne ricorrente nel wrestling solamente durante la metà degli anni settanta con wrestler acrobatici come Jimmy Snuka e Ricky Steamboat. Il dropkick verrò adottato con una certa frequenza da altri wrestler più recenti tra cui Randy Orton, Shawn Michaels, Chris Jericho e AJ Styles.

## Varianti

### Baseball Dropkick
Il lottatore corre e fa scivolare i piedi prima verso l'avversario, calciandolo con entrambi i piedi, come un giocatore di baseball che scivola in una base. Di solito viene eseguito da un lottatore sul ring che scivola per calciare la parte superiore del busto o la testa di un lottatore in piedi fuori e accanto al ring. Una variazione consiste nello scivolare per calciare la testa di un avversario appeso a testa in giù dai tenditori.

### Corner Dropkick
Il lottatore prepara l'avversario, solitamente seduto a un tenditore d'angolo e lo colpisce con un dropkick. La variazione più comune di questo è una versione con l'aiuto della corda, in cui il lottatore usa le corde dell'anello per elevare il suo corpo, collegandosi con un dropkick al petto dell'avversario all'atterraggio.

### Front Dropkick
Reso popolare da Jumping Joe Savoldi e Abe Coleman , il front dropkick coinvolge il lottatore che salta calciando in avanti in modo da colpire l'avversario con la pianta di entrambi i piedi. Ciò consente al lottatore di cadere all'indietro sul tappeto, atterrando sulla parte superiore della schiena e sulla zona delle spalle. Questo è spesso usato per attaccare le parti inferiori dell'avversario rispetto al moderno dropkick.

### Missile Dropkick
Un dropkick missilistico coinvolge il lottatore che salta giù dal secondo tenditore o dall'alto ed esegue il dropkick su un avversario in piedi.

### Corner-To Corner Missile Dropkick
In questa variante, il lottatore attaccante prima posiziona l'avversario in modo tale che sia vicino a un angolo (o lato) del ring in posizione seduta, prima di procedere lui stesso verso l'angolo diagonale opposto (o lato) e salire in cima o secondo corda. Da questa posizione il lottatore salta sul suo avversario ed esegue un dropkick frontale . Spesso un lottatore che esegue questa manovra posizionerà una sedia o un altro oggetto estraneo davanti alla testa dell'avversario, incuneando la sedia tra la corda centrale e quella inferiore in modo tale che sia relativamente stabile e facendola sbattere contro la faccia o la testa dell'avversario su impatto.

### Running Single Leg Dropkick
In questo dropkick un lottatore attaccante corre verso un avversario e salta di lato colpendo la testa o il mento di un avversario con la pianta del piede più alto, con un'esecuzione simile a un grande stivale . È anche possibile una variazione del dropkick frontale, in cui il lottatore attaccante non si gira come in un normale dropkick.

### Springboard Dropkick
In questa variazione, il lottatore salta sulle corde del ring dal grembiule del ring o dall'interno del ring, salta verso l'avversario ed estende le gambe per colpirlo alla testa o al petto con la pianta dei piedi.

### Standing Dropkick
In questa variazione, il lottatore esegue un dropkick tradizionale, ma torce il corpo mentre lo esegue in posizione eretta. C'è anche una leggera variazione in cui l'attaccante tiene l'avversario per la testa con una mano mentre lo colpisce con un calcio.